# Dincolo de moarte
Dincolo de moarte sau Comatoșii (în engleză Flatliners) este un film thriller american din 1990, regizat de Joel Schumacher. În acest film, cinci studenți la medicină (interpretați de Kiefer Sutherland, Julia Roberts, Kevin Bacon, William Baldwin și Oliver Platt) folosesc știința medicală într-o încercare de a afla ce se află după moarte. Ei efectuează experimente clandestine care produc experiențe aproape de moarte. Filmul a fost nominalizat la Premiul Oscar pentru cea mai bună editare sonoră în 1990.

## Rezumat
Nelson (Kiefer Sutherland) își convinge patru dintre colegii săi de la Facultatea de Medicină — Joe Hurley (William Baldwin), David Labraccio (Kevin Bacon), Randall Steckle (Oliver Platt) și Rachel Manus (Julia Roberts) — să îl ajute să descopere ceea ce se află dincolo de moarte. Prin procedee medicale, lui Nelson i se întrerupe activitatea cardiacă timp de un minut înainte ca prietenii lui să înceapă să-l resusciteze. În timp ce era "mort", el trăiește un fel de viață de apoi. El vede o viziune a unui băiat pe care l-a agresat când era copil, Billy Mahoney. Revenit la viață, el le spune prietenilor săi doar că nu poate descrie ceea ce a văzut, dar ceva este acolo. Ceilalți decid să urmeze acțiunea lui Nelson. Joe este următorul căruia i se întrerupe activitatea cardiacă și el experimentează o secvență de viață de apoi erotică. El este de acord cu afirmația lui Nelson că, într-adevăr, există ceva după moarte. David este al treilea la rând și vede o viziune a unei fetițe de culoare, Winnie Hicks (Kimberly Scott), pe care a agresat-o în școală. Cei trei bărbați încep să aibă halucinații, care sunt legate de viziunile lor din viața de apoi. Nelson este bătut fizic de două ori de Billy Mahoney. Joe, care urmează să se căsătorească, este bântuit de înregistrări video ale relațiilor sale sexuale cu alte femei. David o întâlnește pe Winnie Hicks într-un tren și ea îl ironizează verbal așa cum făcuse și el.
Rachel decide să fie următoarea care moare. David încearcă să o oprească pentru a nu împărtăși și Rachel aceeași soartă, dar ea este deja "moartă" atunci când el ajunge. Rachel aproape că moare după ce generatorul electric se defectează, iar bărbații nu sunt în măsură să-i producă un șoc electric cu ajutorul defibrilatorului. Din fericire, ea supraviețuiește, dar este bântuită de amintirea tatălui ei care s-a sinucis atunci când ea era un copil. Cei trei bărbați își dezvăluie în cele din urmă experiențele lor chinuitoare unul față de altul, iar David decide să pună stop viziunilor sale. El merge să o viziteze pe Winnie Hicks, acum adultă, și își cere scuze față de ea. Winnie îi mulțumește și-i acceptă scuzele. David simte imediat cum i s-a ridicat o povară de pe umeri. Apoi, David îl găsește pe Nelson, care îl însoțise la vizita făcută lui Winnie, bătându-se singur cu o rangă. Billy Mahoney era cel care încerca să-l lovească mortal pe Nelson pentru a treia oară. David îl oprește la timp și cei doi se întorc în oraș. Între timp, logodnica lui Joe, Anne (Hope Davis), vine în apartamentul lui, și se desparte de el, după ce descoperă că Joe își filmase fostele partenere sexuale. Viziunile lui Joe încetează după ce Anne îl părăsește. Rachel caută confortul în brațele lui David și ei doi fac dragoste. În timp ce Rachel și David sunt împreună, Nelson îi duce pe Steckler și Joe la cimitir. El le spune că l-a ucis pe Billy Mahoney când era copil atunci când l-a lovit cu o piatră, iar acesta a căzut dintr-un copac. Nelson pleacă în grabă, abandonându-i pe Joe și Steckler în cimitir.
David o lasă singură pe Rachel, cu scopul de a-i aduce pe Joe și Steckler de la cimitir. În timp ce era singură, Rachel se duce la baie și îl găsește acolo pe tatăl ei. El își cere scuze față de fiica sa și vina ei asupra morții lui este ridicată, atunci când ea descoperă că el a fost dependent de heroină. Apoi, Nelson o sună pe Rachel și îi spune că el o să-și oprească din nou activitatea cardiacă cu scopul de a face modificări. El își cere scuze pentru că i-a implicat în planul lui stupid. Cei trei bărbați fug pentru a reuși să-l salveze pe Nelson, ajungând atunci când acesta era deja mort de nouă minute. Rachel îi găsește în curând, iar cei patru prieteni lucrează febril pentru a-l salva pe Nelson. Între timp, tânărul Nelson este ucis cu pietre de Billy Mahoney din copac. Nelson moare după cădere în viața de apoi, iar prietenii lui nu-l poate reînvia. Atunci când aceștia sunt pe cale să renunțe, David îi oferă lui Nelson un ultim șoc electric. Ei îl aduc înapoi, iar Nelson le spune: "Astăzi nu a fost o zi bună pentru a muri".

## Distribuție
- Kiefer Sutherland - Nelson Wright
- Julia Roberts - Rachel Mannus
- Kevin Bacon - David Labraccio
- William Baldwin - Joe Hurley
- Oliver Platt - Randy Steckle
- Kimberly Scott - Winnie Hicks
- Joshua Rudoy - Billy Mahoney
- Benjamin Mouton - tatăl lui Rachel
- Hope Davis - Anne Coldren

## Recepție critică
La premiera sa, Dincolo de moarte a primit recenzii mixte. În timp ce filmul a fost lăudat pentru premisa generală și stilul său vizual frapant, precum și pentru prezența actorilor mari în distribuție, el a fost criticat în unele locuri pentru că a alunecat în imbecilitate. Situl Rotten Tomatoes raportează că 52% dintre critici au dat filmului o recenzie pozitivă, bazat pe 21 opinii.
În recenzia sa pentru The New York Times, Caryn James a scris: "atunci când își asumă proprii termeni de stil, Dincolo de moarte este foarte distractiv. Spectatorii post să urmărească instant acțiunea sau chiar să ridiculizeze moartea. Abordarea atmosferei nu admite un teren mai de mijloc." Criticul Roger Ebert a lăudat filmul ca "un thriller original și inteligent, bine regizat de Joel Schumacher" și a numit distribuția "talentați actori tineri, [care] umplu umbrele cu amestecul puternic de intensitate, teamă și încredere". Dar Ebert a criticat Dincolo de moarte pentru "manipularea intrigii care este nedemnă de strălucirea temei sale. Eu doresc doar să se fi restructurat, astfel încât să nu fim nevoiți să trecem prin aceeași criză de atâtea ori." În mod similar, Peter Travers de la revista Rolling Stone a lăudat tinerii actori din film, dar s-a plâns că "prin ocolirea întrebărilor pe care le ridică cu privire la viața de după moarte, Dincolo de moarte se termină cu timiditate. Este un film despre curajul de a nu îndrăzni nimic." Entertainment Weekly a dat filmului un rating "D", iar Owen Gleiberman a scris: "Ceea ce iese în evidență este felul de nebunie supraîncălzită care a făcut filmul Altered States (1980) cu William Hurt un astfel de gunoi delectabil. Schumacher a intenționat prea mult să atace piața tineretului pentru a-i face să accepte riscuri nebune ceea ce-l face un strălucitor film prost."
În schimb, Rita Kempley de la Washington Post a apreciat filmul, numindu-l "o oprire a inimii, casa incredibil de bântuită a unui film care reia de acolo unde au rămas Dracula și Dante și unde a început CPR.... Filmele despre moarte, durere și viață de după moarte apar precum porumbul din Field of Dreams ca răspuns la violența de pe ecran, o recație la SIDA, o dorință de altceva decât de materialism. Și suntem recunoscători oentru reasigurarea pe care o oferă atunci când ele se autodepășesc. Deși are excesele sale, Dincolo de moarte aduce o anumită căldură răcelii deceniului."

### Box office
Filmul a debutat pe locul 1 în primul week-end de după lansare. Cu un buget estimat de 26 milioane de dolari, filmul a adus încasări de 61,5 milioane de dolari în SUA în timpul prezentării sale în sălile de cinema.

## Refacere
În 2017 filmul a fost refăcut ca Linia morții (Flatliners) cu actorii Nina Dobrev, James Norton și Kiersey Clemons, produs de Michael Douglas și regizat de Niels Arden Oplev. A avut premiera la 29 septembrie 2017.